# Pont Mindaugas
Le pont Mindaugas (en lituanien : Mindaugo tiltas) est un pont routier en arc qui franchit le Néris, et relie la seniūnija de Žirmūnai à la vieille ville de Vilnius, la capitale de la Lituanie. Le pont a été nommé ainsi en l'honneur de Mindaugas, roi de Lituanie, et a été ouvert à circulation en 2003, dans le cadre des cérémonies organisées à l'occasion du 750e anniversaire du couronnement de Mindaugas. Il mesure 101 mètres de long et 19,7 mètres de large.